# Henri Duffaut
Pour les articles homonymes, voir Duffaut.
Henri Duffaut, né le 7 juin 1907 à Béziers (Hérault) et mort à Avignon (Vaucluse) le 11 mai 1987, est un avocat et homme politique français.

## Biographie
Socialiste, il est maire d'Avignon entre 1958 et 1983, succédant à Édouard Daladier.
Député de la 1re circonscription de Vaucluse de 1962 à 1968 puis de 1973 à 1978. Il se fait élire sénateur de Vaucluse en 1977 jusqu'en 1986.
Il est ministre des Finances dans le contre-gouvernement de gauche de 1966 à 1968.
Il est à l'initiative de la création d'un important centre hospitalier à Avignon ouvert en 1981 et qui porte son nom depuis 1989.
Il est inhumé à Gargas, dans le caveau de la famille de son épouse, originaire de cette localité.